# Neue Synagoge (Braunschweig)

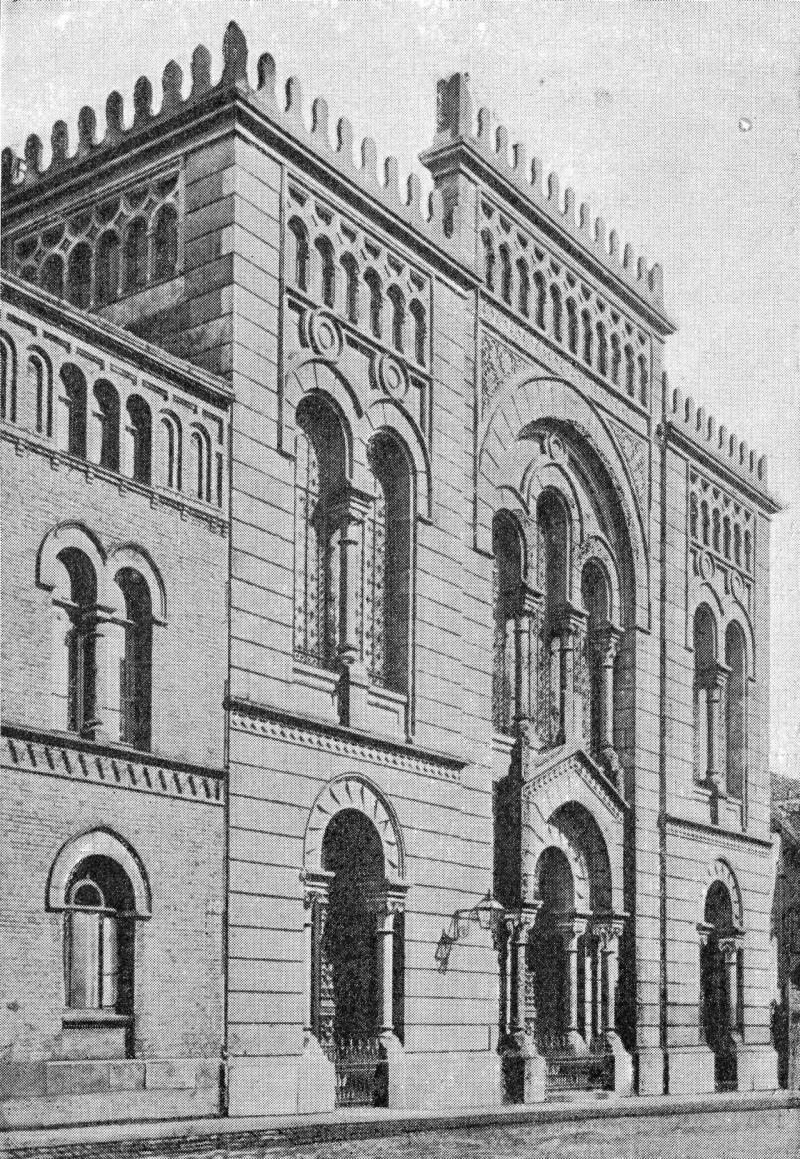
Die „Neue Synagoge“ 1899

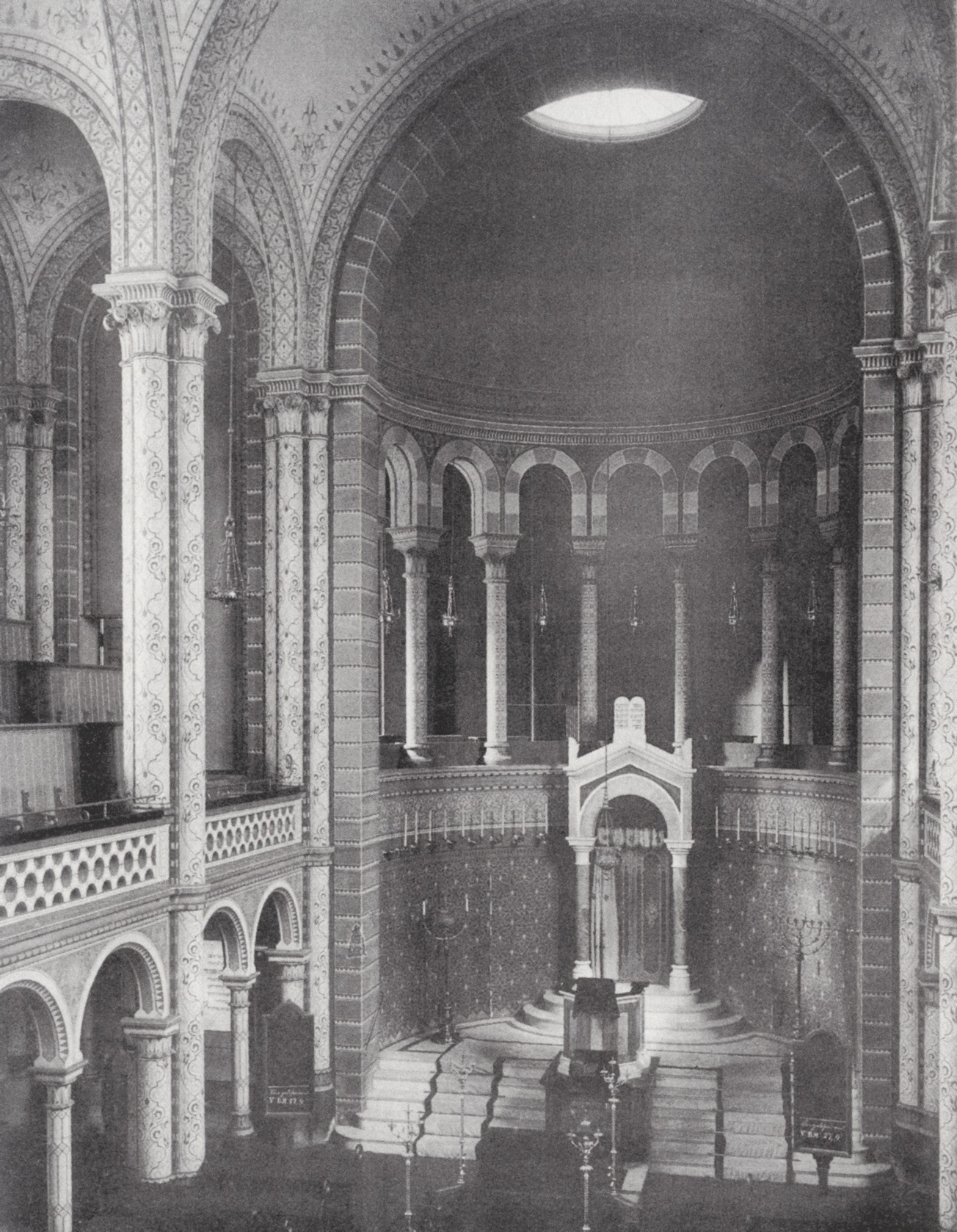
Innenraum der „Neuen Synagoge“ 1887

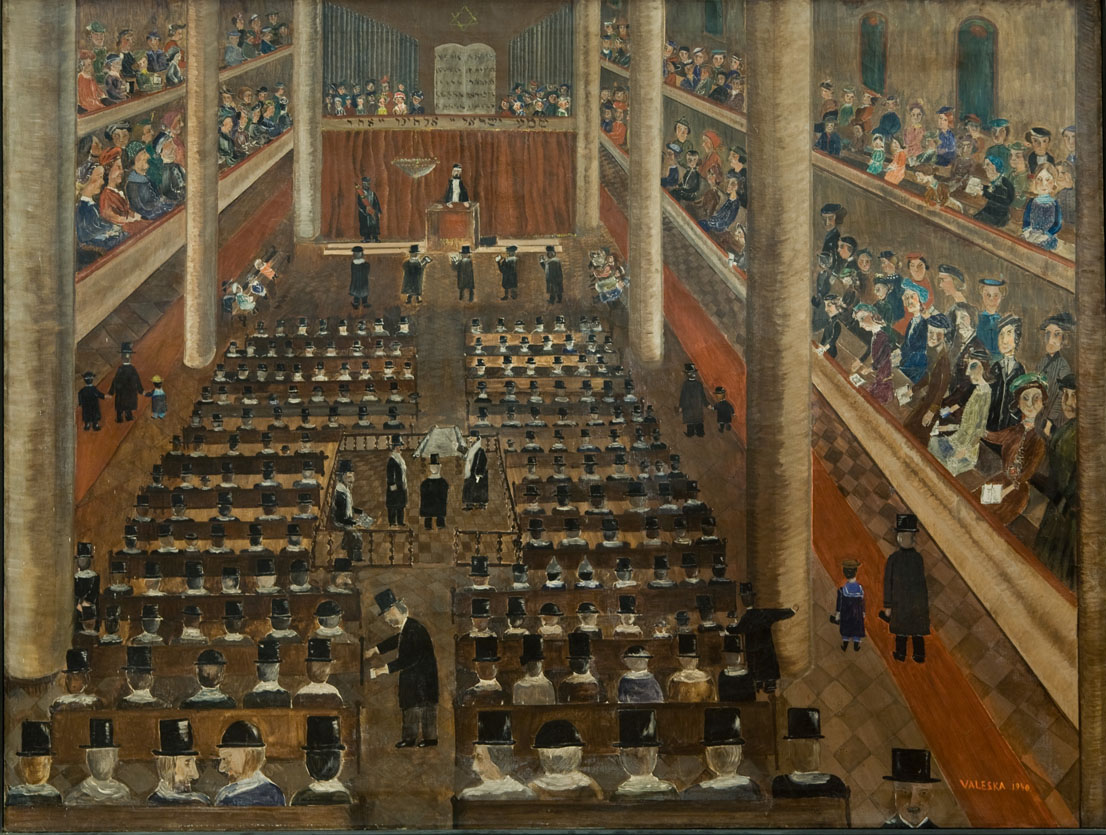
Unsere Synagoge, Gemälde von Lette Valeska aus dem Jahre 1940.

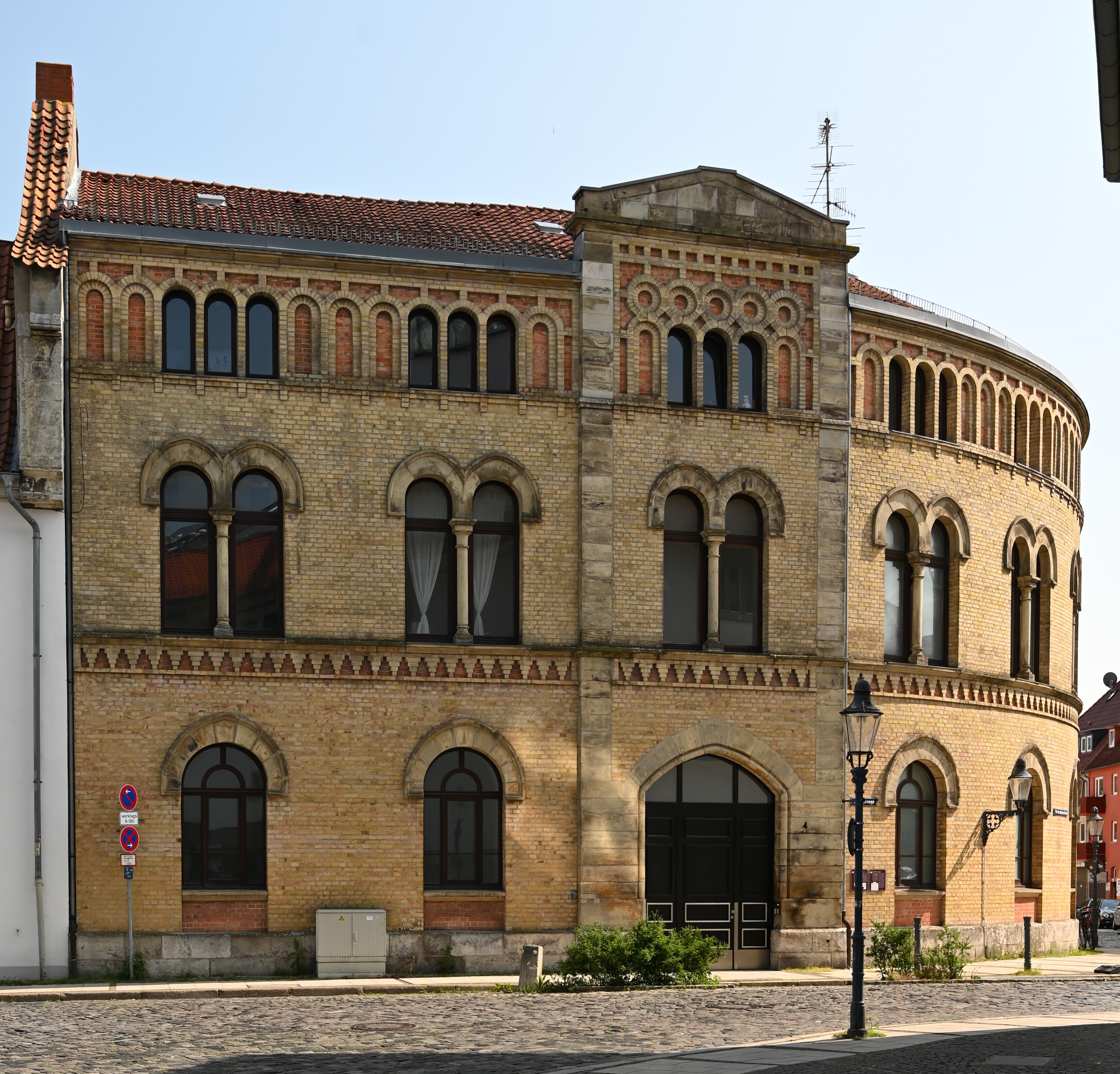
Das jüdische Gemeindehaus

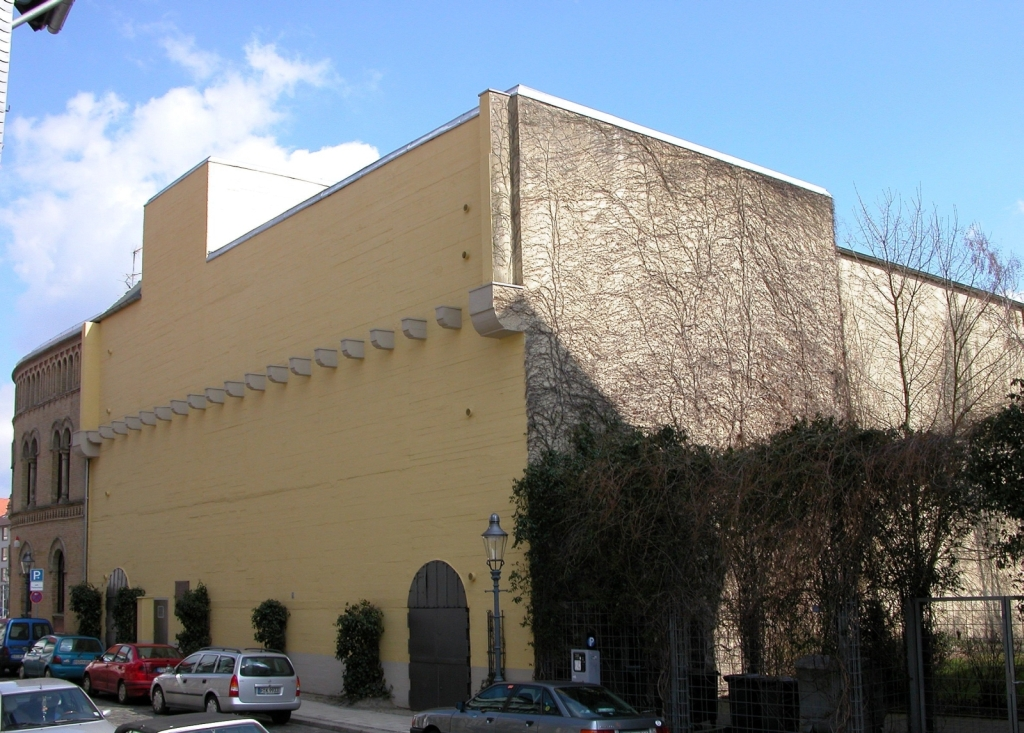
Der Bunker. Ganz links im Hintergrund das jüdische Gemeindehaus

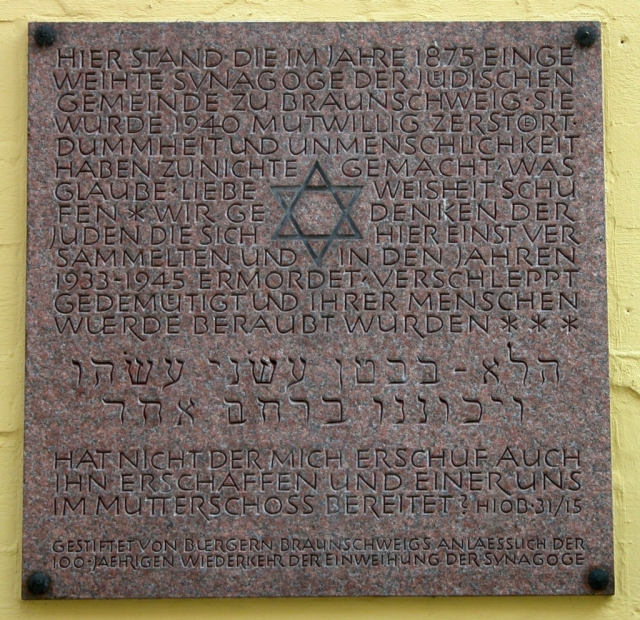
Gedenktafel am ehemaligen Standort der Synagoge

Die Neue Synagoge stand bis 1940 in der Alten Knochenhauerstraße 1 in der Braunschweiger Innenstadt, im Weichbild Altstadt. Sie wurde während der von den Nationalsozialisten lancierten Novemberpogrome vom 9. auf den 10. November 1938 zunächst schwer beschädigt, um dann 1940 wegen angeblicher „Baufälligkeit“ abgerissen zu werden.

## Geschichte
Bereits im Mittelalter existierte in der Braunschweiger Neustadt, in der Jöddenstraße (= „Judenstraße“) eine Synagoge, zu der wahrscheinlich auch eine Mikwe gehörte. Zu Beginn des 18. Jahrhunderts wurde ein Zimmer der ehemaligen Städtischen Münze am Kohlmarkt, Ecke Schützenstraße, als Gebetsraum hergerichtet. Schließlich nutzte die jüdische Gemeinde Braunschweig von 1767 bis 1779 ein Hintergebäude an der Westseite des Kohlmarktes (Kohlmarkt 290) als Synagoge.

### Standort
Ab 1873 wurde ein Neubau (mit angrenzendem Gemeindehaus in der Steinstraße) nach Plänen von Professor Constantin Uhde im orientalischen, sich zum romanischen neigenden Stil, im Anklang an den maurischen Baustil, errichtet. Inspirationen dafür hatte Uhde während einer Reise durch Portugal und Spanien gesammelt. Die Eröffnungsfeierlichkeiten fanden am 23. September 1875 statt. Die „Neue Synagoge“ befand sich nur wenige Meter gegenüber dem ältesten erhaltenen Fachwerkhaus Braunschweigs, dem „Knochenhauerhaus“, dem heutigen „Ritter St. Georg“, aus dem Jahre 1489.

## Inneneinrichtung
Durch eine Vorhalle betrat man das mit Arabesken verzierte Innere, das durch ein kreisrundes Oberlicht mit Davidstern und farbigen Fenstern erhellt wurde.
Die Kanzel und die Gesetzestafeln waren aus Marmor gefertigt. Die Kanzel stand gegenüber vom Eingang, rechts von der Kanzel stand ein siebenarmiger Leuchter, die Menora. Links von der Kanzel stand eine Marmortafel, die an einen der größten Spender zur Errichtung der Synagoge erinnerte, den 1864 verstorbenen Hofbankier Nathalion. Von der Kanzel gelangte man über einige Stufen zum Almemor und weiter zum Toraschrein. Die Männer saßen im Erdgeschoss, die Frauen auf Emporen.

### Zerstörung in der Pogromnacht
Die Braunschweiger Synagoge wurde in der Pogrom-Nacht am 9. November 1938 durch Sprengsätze der SA und SS (unter der Leitung von Friedrich Jeckeln) sehr schwer beschädigt. Da sich das Gebäude jedoch in einem dicht mit Fachwerkhäusern bebauten Bereich der Innenstadt befand, wurde es – aus Angst vor einem Übergreifen der Flammen auf angrenzende Häuser – nicht in Brand gesteckt, stattdessen wurde das Mobiliar und sonstige brennbare Einrichtungsgegenstände zum nahegelegenen Platz „An der Martinikirche“ gebracht und dort öffentlich verbrannt. Die Ruine des Gotteshauses wurde schließlich im Dezember 1940 wegen „Baufälligkeit“ abgebrochen. Das angrenzende Gemeindehaus in der Steinstraße blieb jedoch erhalten und wird seit 1983 wieder von der jüdischen Gemeinde genutzt.

### Luftschutzbunker
Nach Beendigung der Abrissarbeiten, wurde umgehend mit dem Bau eines Hochbunkers begonnen – Deutschland befand sich bereits seit zwei Jahren im Zweiten Weltkrieg. Dass die Nationalsozialisten am Standort der zerstörten Synagoge einen Bunker errichteten, war kein Zufall, sondern ideologische Konsequenz. Gleiches geschah auch an den Synagogenstandorten in Frankfurt am Main, Siegen und Regensburg. Es war im Sinne des NS-Regimes, Orte jüdischen Glaubens und Lebens zuerst zu zerstören, um sie dann durch die Errichtung von Bunkern, die zu betreten Juden bei Todesstrafe verboten war, zum Schutz für „Arier“ zu nutzen.
Der Bunker bot Platz für 813 Personen war einer von 24 Bunkern und drei Luftschutzstollen in Braunschweig und der erste von sechs Bunkern, die 1940/41 im Stadtzentrum errichtet wurden. Ursprünglich war geplant gewesen, den Bunker dadurch vor der Entdeckung durch die feindliche Luftaufklärung zu schützen, dass man ihn durch Anbringung von Fachwerk- und Steinelemente sowie ein normal erscheinendes Hausdach als gewöhnliches Fachwerkhaus tarnte. Zu diesem Zwecke wurden – auch heute noch sichtbare – Betonvorsprünge an der westlichen Außenwand angebracht, an der die Tarnung befestigt werden sollte. Das Vorhaben wurde aber, ähnlich wie bei einigen anderen Bunkern in Braunschweig, nie umgesetzt.
Der Bunker verfügt über vier Etagen und ist 13 m hoch, 37 m lang und 24 m breit; die Mauern sind aus 1,10 m dickem Stahlbeton, die Decke misst 1,40 m. Im Juli 1941 wurde der Bunker Alte Knochenhauerstraße zur Nutzung freigegeben. Während der zahlreichen Bombardierungen Braunschweigs erhielt er mehrere Volltreffer, blieb jedoch intakt.

#### Nachkriegsnutzung
Da der Bunker direkt in einem Wohngebiet steht, konnte er nach dem Krieg nicht gesprengt werden, stattdessen wurde er vom 1. Juni 1945 bis zum 30. Juni 1954 als Notunterkunft für Flüchtlinge verwendet. Von 1954 bis 1963 diente er als Obdachlosenunterkunft. 1980/81 wurde er durch diverse Umbau- und Modernisierungsmaßnahmen als Zivilschutzbunker für Katastrophenfälle reaktiviert.
1975 wurde eine Gedenktafel anlässlich des 100-jährigen Jubiläums der Synagogen-Weihe am Bunker angebracht und erinnert an die einstige Synagoge, deren Zerstörung und die Judenverfolgung in Braunschweig.

## Bau einer neuen Synagoge in Braunschweig
Nachdem die Zahl der jüdischen Gemeindemitglieder in den letzten Jahren stark angestiegen war und die alten Räumlichkeiten zu klein geworden waren, wurde am 6. Dezember 2006 auf dem Innenhof des Jüdischen Gemeindehauses in der Steinstraße die neue Braunschweiger Synagoge feierlich eingeweiht.